# Frailty (filme)
Frailty (Brasil: A Mão do Diabo/ Portugal: Pelas Mãos do Senhor)  é um filme de suspense psicológico de 2001 dirigido e estrelado por Bill Paxton, em sua estreia na direção.
O filme conta a história de um homem atormentado que chega a uma delegacia durante uma noite chuvosa, alegando conhecer a identidade do assassino conhecido como "A Mão de Deus". Em seu depoimento, ele volta à sua atribulada infância em uma fazenda de rosas no Texas, onde o seu pai acreditava ter recebido uma incumbência divina: matar os demônios que habitam a Terra, disfarçados de humanos. Enquanto ele cumpre essa terrível missão, o garoto e seu irmão precisam encontrar uma maneira de impedir o pai de continuar com os assassinatos.
Curiosidades
O filme estreou nos cinemas brasileiros dia  15 de novembro de 2002.
O orçamento do filme foi de 11 milhões de dólares, enquanto a bilheteria girou em torno de 17 milhões de dólares.